# Пистолет-пулемёт Оуэна
Автоматический карабин Оуэна, Оуэн (англ. Owen Machine Carbine) — австралийский пистолет-пулемёт, спроектированный Эвелином Оуэном (англ. Evelyn "Evo" Owen) в 1939 году.
Основной пистолет-пулемёт на вооружении австралийской армии во время Второй мировой войны.

## История создания

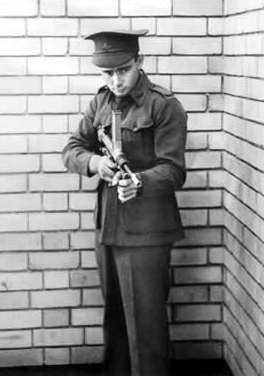
Эвелин Оуэн со своим оружием.

Свой первый ПП Эвелин Оуэн сконструировал и собрал в собственной мастерской в 1939 году, в возрасте 24 лет .
Это было оружие со свободным затвором под унитарный малокалиберный патрон кольцевого воспламенения .22 LR, использовавшее револьверный принцип питания: патроны размещались в каморах 44-зарядного барабана, энергию для поворота которого давала отдельная спиральная пружина с предварительным заводом. При каждом цикле работы автоматики затвор вызывал срабатывание храпового механизма, и барабан поворачивался на одну камору, подставляя очередной патрон под удар бойка. Заряжать оружие предлагалось тоже «по-револьверному» — по одному патрону. Вместо обычного спускового крючка Оуэн применил гашетку, которую нужно было нажимать большим пальцем. Прототип был продемонстрирован армии, причем Оуэн указывал, что оружие можно приспособить и под более мощные патроны. Но автор получил отказ ввиду явной непригодности конструкции для широкого использования в военных целях.
Тем не менее, конструктор-самоучка продолжил совершенствовать своё оружие. В 1940 году им был создан прототип под более мощный патрон .32 ACP (7,65x17 мм Browning), всё ещё достаточно сырой, но уже больше похожий на боевое оружие.
Впоследствии на фирме Lysaghts Newcastle Works в Новом Южном Уэльсе им были созданы прототипы под патроны: .45 ACP, 9×19 мм «Люгер», и даже револьверный .38 Special.
После начала боевых действий австралийская армия стала ощущать потребность в пистолете-пулемёте местного производства. Испытания, в которых участвовали 9-мм прототип производства Lysaghts Newcastle Works, английский STEN и американский Thompson, показали высокие боевые качества «Оуэна». В результате он был принят на вооружение в 1942 году как «автоматический карабин Оуэна» (Owen Machine Carbine).
До 1945 года было выпущено около 45 тысяч пистолетов-пулемётов этой системы в различных модификациях (Mark 1-42, Mark 1-43, Mark 2).
ПП Оуэна встречает самые различные оценки — от признания вполне совершенным образцом своего времени до уничижительных отзывов как о самом несуразном внешне и безграмотно спроектированном оружии.
По мнению воевавших с ним солдат, у которых Owen быстро завоевал популярность, он отличался простотой конструкции, живучестью и высокой надёжностью, но при этом был несколько тяжеловат.
Заказы на него поступали также от вооружённых сил США и Новой Зеландии. Использовался «Оуэн» и в корейской и вьетнамской войнах.
Он находился на вооружении австралийской армии до начала 1960-х годов, когда его сменила усовершенствованная модель F1, сохранившая некоторые из характерных особенностей своего предшественника.

## Конструкция и характеристики
С точки зрения конструкции, «Оуэн» представлял собой своего рода гибрид между английской и американской школами.
Общий дизайн и компоновка «Оуэна» с передней пистолетной рукояткой и расположенным посередине ствольной коробки спусковым механизмом напоминали американский «Томпсон»; размещённый же сверху магазин роднил его с чехословацко-британским ручным пулемётом Bren. При этом упрощённая конструкция, общая грубость исполнения и широкое использование трубчатых заготовок напоминали также британский STEN.
Автоматика — свободный затвор. Стрельба велась с открытого затвора («с заднего шептала»). Ствол — быстросъемный. После снятия ствола за ним вынимается и затвор. Рукоятка взведения была выполнена отдельно от затвора, в задней части ствольной коробки справа, что не позволяло грязи и пыли попасть внутрь через вырез для неё.
Ствольная коробка цилиндрической формы, ствол быстросъемный, фиксируется в ствольной коробке при помощи защелки, расположенной в её передней верхней части. Такая конструкция диктуется устройством механизма взведения затвора - рукоятка взведения отделена от затвора и расположена в отдельном отсеке в задней части ствольной коробки. Такая конструкция позволяет избежать попадания пыли и грязи в ствольную коробку через прорезь для рукоятки взведения. Для разборки ствол пистолета-пулемета извлекается из ствольной коробки, затем из неё вынимаются вперед затвор и возвратная пружина. 

Коробчатый магазин был установлен вертикально сверху — это оценивалось весьма положительно с точки зрения понижения прицельной линии, что полезно при ведении огня из окопа. Из-за этого прицельные приспособления были смещены, но не влево, как например у пулемёта Bren, а вправо.

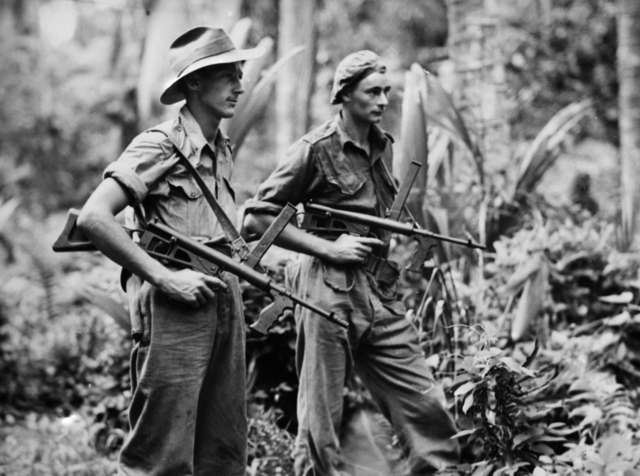

На стволе имелся дульный компенсатор для уменьшения подбрасывания оружия при стрельбе очередями.

## Модификации
- Owen Mk1/42 (на фотографии сверху) — первая модификация, ствол с оребрением, приклад металлический.
- Owen Mk1/43 — вторая модификация, ствол гладкий, деревянный приклад.
- Owen Mk2/43 прототип, нововведения на котором были направлены на снижение массы оружия, в серию не пошел.